# Napoleon I. Bonaparte
Napoleon I. Bonaparte (Ajaccio, 15. kolovoza 1769. – Sveta Helena, 5. svibnja 1821.) – rođen kao Napoleone di Buonaparte, kasnije poznat pod svojim vladarskim imenom kao Napoleon I. – bio je francuski vojni časnik i državnik koji se istaknuo tijekom Francuske revolucije i vodio niz uspješnih kampanja diljem Europe tijekom Francuskih revolucionarnih i Napoleonskih ratova od 1796. do 1815. godine. Bio je vođa Prve Francuske Republike kao prvi konzul od 1799. do 1804., zatim Prvoga Francuskog Carstva kao car Francuza od 1804. do 1814. i opet nakratko 1815. godine. Napoleon bio je također prvi predsjednik Italije u povijesti, od 26. siječnja 1802. do 17. ožujka 1805.

## Životopis
Kao dijete siromašnog korzikanskog plemića školovao se na francuskoj vojnoj akademiji i francusku revoluciju dočekao s činom topničkog satnika. U francuskim revolucionarnim ratovima brzo je napredovao do čina generala i 1796. godine dobio zapovjedništvo nad francuskim snagama koje su jug države trebale braniti od Austrijanaca iz Italije. Zahvaljujući svom britkom umu u nizu je bitaka i vještih manevara porazio nadmoćne austrijske kolonije, osvojio sjevernu Italiju i prisilio Habsburšku Monarhiji na sklapanje mira u Campo Formiju 1797.
Njegovi vojni uspjesi i naglo stečena popularnost učinili su ga favoritom političara i narodnih masa koji su željeli stabilnost nakon godina revolucionarne anarhije i nasilja. Godinu dana nakon pohoda u Egipat, Napoleon je godine 1799. izveo državni udar poslije kojega se proglasio prvim konzulom i zaveo osobnu diktaturu. Godine 1804. proglasio se francuskim carem i osnovao Prvo Francusko Carstvo.
Napoleonova vladavina bila je obilježena sukobom Francuske s Britanskim Carstvom, koji je trajao od godine 1793. do mira u Amiensu 1802. Godinu dana kasnije sukob je ponovno eskalirao i Napoleon se, nakon poraza u pomorskoj bitci kod Trafalgara i kraja planova za invaziju Britanskog otočja, morao obračunati s britanskim kontinentalnim saveznicima. Godine 1805. u bitci kod Austerlitza porazio je i pokorio Austrijsko Carstvo, godine 1806. nakon bitke kod Jene isto je učinio s Pruskom te okončao Sveto Rimsko Carstvo, da bi nakon pobjede nad Ruskim Carstvom kod bitci kod Friedlanda 1807. godine sklopio savez s ruskim carem Aleksandrom I. i ustanovio Kontinentalnu blokadu, čiji je cilj bio ekonomskim embargom poraziti Britansko Carstvo.
U tom trenutku Napoleon je bio na vrhuncu moći, ali je samo godinu dana kasnije sebi dopustio da bude umiješan u dinastijski sukob u savezničkoj Španjolskoj. Francuska vojna intervencija i postavljanje Napoleonovog brata za kralja dovela je do svenarodnog otpora, pojave španjolske gerile i prvih ozbiljnih francuskih poraza. Godine 1809. ohrabreno Austrijsko Carstvo je Francuskoj objavilo rat, što je dovelo do kratkog i vrlo krvavog pohoda tokom kojeg je u bitci kod Asperna Napoleon po prvi put potučen na bojnom polju. Iako je Napoleon taj rat na kraju dobio, nastojao se od sličnih problema u budućnosti osigurati ženidbom s austrijskom princezom Marijom Lujzom koja mu je rodila sina.
U međuvremenu je Rusko Carstvo sve teže trpjelo ekonomske posljedice Kontinentalne blokade. Napoleon je 1812. godine napao Rusko Carstvo s najvećom vojnom silom dotada skupljenom (600.000 vojnika). Pohod se krajem godine pretvorio u katastrofu tijekom koje je izgubljen veći dio Napoleonove Velike armije. U proljeće 1813. Napoleon se suočio sa svenarodnim ustankom u Njemačkoj i dotadašnjim saveznicima koji su se okrenuli protiv njega. U odlučnoj bitci kod Leipziga Napoleon je poražen i prisiljen na povlačenje u Francuskoj gdje je morao abdicirati i otići u izgnanstvo na otok Elbu gdje je postavljen za formalnog vladara.
Novi režim kralja Luja XVIII. pokazao se tako nepopularnim da je Napoleon nakon samo godinu dana sa šačicom pristaša uspio preuzeti vlast i započeti vladavinu poznatu kao Sto dana. To je razdoblje završilo u lipnju 1815. godine nakon poraza u bitci kod Waterlooa. Napoleona su zarobili Britanci i zatočili na Svetoj Heleni gdje je umro 6 godina kasnije.
Godine 1840. njegovi su posmrtni ostatci vraćeni u Francusku gdje je pokopan u pariškom Domu invalida. Njegov se pogreb smatra jednim od najvećih i najveličanstvenijih u povijesti.
Zbog svoje kratke i burne vladavine Napoleon je i danas predmet velikih kontroverzi. Jedni ga smatraju beskrupuloznim tiraninom i militaristom čija je vanjska politika izazvala krvoproliće i pustošenje koje se u Europi nije ponovilo sve do nacističkog doba Adolfa Hitlera i Trećeg Reicha. S druge se strane navode njegova manje spektakularna, ali za razvoj europske ekonomije i kulture daleko važnija dostignuća na polju unutrašnje politike, odnosno cijeli niz liberalnih reformi kojima je staro feudalno uređenje postupno zamjenjivano modernim kapitalizmom oličenim u Napoleonovom zakoniku poznatom kao Code Napoléon.

## Obiteljski život
Napoleon se prvi puta oženio 1796. godine Joséphinom de Beauharnais. Joséphine, Rosa Tascher de la Pagerie, rodila se na Martiniqueu gdje je njena obitelj imala plantažu šećera. Roditelji su je udali za Alexandra de Beauharnaisa. U braku su imali dvoje djece, no rastali su se zbog bračnih razmirica. Alexandar je u doba revolucije bio pogubljen na giljotini. Joséphine se udala za Napoleona uoči njegova prvog pohoda na Italiju.
Budući da Joséphine Napoleonu nije rodila dijete, on se 1809. razveo. Potom je 1810. oženio devetnaestogodišnju austrijsku nadvojvotkinju Mariju Lujzu, kćer austrijskog cara Franje I. Iako nije dobrovoljno ušla u ovaj brak, već sljedeće godine Marija Lujza rodila je Napoleonu sina, nasljednika prijestolja. Marija Lujza napustila je Napoleona 1814. kad je prognan na Elbu. Odlukom Bečkog kongresa dobila je vojvodine Parmu i Piacenzu kojima je vladala od 1816. godine. Marija Lujza sklopila je još dva braka i umrla 1847. godine.
Sin Napoleona I. i Marije Lujze dobio je ime Francois Charles Joseph Bonaparte. Kada je Napoleon abdicirao 1815. kao četverogodišnji dječak proglašen je za francuskog cara pod imenom Napoleon II. Bio je boležljivo dijete i živio je na dvoru u Schönbrunnu. Također je bio kralj Rima, vojvoda od Reichardsta i princ od Parme. Nadimak mu je bio Orlić (L’aiglon). Umro je 1832. godine u 21. godini života.

## Početak vojne karijere
Grad Toulon nije prihvaćao Francusku Republiku. Proglasio je Luja XVII. (sina Luja XVI.) kraljem i dopustio da u luku uđu engleski, talijanski i španjolski brodovi. Napoleon je sudjelovao u opsadi Toulona (1793.) i zamjenjivao je ranjenog generala. Istaknuo se kao zapovjednik topništva te je dobio čin brigadnog generala. Tada je imao 24 godine.
Potom je imenovan zapovjednikom francuske vojske u Italiji. U borbama protiv Austrijanaca porazio je čak četiri austrijska generala koji su u svakoj borbi bili brojčano nadmoćniji. Uz to su se Napoleonovi vojnici približili Beču na sto kilometara, što je prisililo Austrijance na potpisivanje mirovnog ugovora u Campoformiju (1797.). Napoleon je ukinuo Mletačku Republiku. Njen je teritorij predao Austriji u zamjenu za austrijski teritorij na području Belgije i vlast nad Milanom.

## Prvi konzul
Veliki protivnik Francuske bila je Velika Britanija. Stoga je Napoleon odlučio uništiti britansku trgovinu s Indijom osvajanjem Egipta i time gospodarski oslabiti Engleze. Godine 1798. došao je u Kairo. Porazio je Turke u bitci kod piramida i zavladao Egiptom. No, kod Abu Qira, u bitci na Nilu, francusku je flotu uništio britanski admiral Horatio Nelson. Napoleon je u Egipat doveo oko 150 znanstvenika koji su napravili zemljopisne karte, proučavali biljke i životinje. Pomoću kamena iz Rozete koji je pisan hijeroglifima, demotskim i grčkim slovima Jean-François Champollion uspio je 1824. godine dešifrirati hijeroglife.
U Francuskoj je izbila politička kriza, a Austrija je ponovno zavladala sjevernom Italijom. Stoga je Napoleon potajno napustio Egipat i priključio se uroti protiv Direktorija. Proveden je državni udar i urotnici su 1799. uspostavili novu vlast koju su činila trojica konzula – Konzulat. Napoleon je imenovan Prvim konzulom i postao je neograničeni vladar.
U zemlji je uspostavljena vojna diktatura, vlast je centralizirana, a uloga parlamenta bila je neznatna. Također su centralizirane financije i osnovana je državna banka (Banque de France). Građanima su osigurana prava i slobode stečene u doba revolucije. Svi su bili jednaki pred zakonom i imali su pravo na slobodu vjeroispovijesti. Zakonom o školstvu otvarane su gimnazije za koje su postojale stipendije. Cilj školovanja bio je obrazovanje sposobnih činovnika i vojnih dužnosnika. Ono što je mnogima bilo najvažnije bilo je uspostavljanje mira i reda u državi. Godine 1802. Ustav je promijenjen te je Napoleon imenovan doživotnim konzulom.

## Napoleonski ratovi

### Carski ratovi
Kao izabrani doživotni konzul Napoleon se 1804. godine proglasio carem. U travnju 1803. Britanija je, isprovocirana Napoleonovim agresivnim ponašanjem, nastavila rat s Francuskom na moru. Dvije godine kasnije Britancima su se pridružile Austrija, Rusija, Švedska i Napulj. Zbog poraza u pomorskoj bitci kod Trafalgara, rta na jugu Španjolske, Napoleon je napustio planove o napadu na Britaniju. Svoju je vojsku usmjerio protiv austrijsko-ruskih snaga te ih 1805. porazio u bitkama kod Ulma i Austerlitza.
Iste je godine brata Louisa proglasio kraljem Nizozemske, a šogora Joachima Murata kraljem Napulja. Godine 1806. ukinuo je Sveto Rimsko Carstvo Njemačke Narodnosti i od njemačkih je država osnovao Rajnsku konfederaciju.
Naredni Napoleonov korak bio je nametanje kontinentalne blokade Velikoj Britaniji. Europskim državama pod njegovom kontrolom naredio je bojkot britanske robe. Zbog tih je događaja Pruska sklopila savez s Rusijom i napala je Rajnsku konfederaciju. No, Napoleon je kod Jene i Auerstadta porazio Pruse. Sljedeće je godine (1807.) u Tilsitu sklopio mirovni sporazum s ruskim carem Aleksandrom I. Svome je carstvu pridodao dvije nove države: Vestfaliju, u kojoj je za kralja postavio brata Jérômea, i Varšavsko Vojvodstvo.

### Pirinejski rat
Godine 1807. Napoleon je osvojio Portugal koji nije poštovao kontinentalnu blokadu, a 1808. Španjolsku u kojoj je za kralja postavio brata Josepha (Josip I. Bonaparte). Josephov dolazak u Španjolsku potakao je ustanak protiv Francuza, poznat pod nazivom Poluotočni rat. Napoleon je došao u Španjolsku i ugušio pobunu, no nakon njegova odlaska borbe su se nastavile. Budući da su Britanci podupirali Španjolce u pobuni u Poluotočnom ratu, Francuzi su s vremenom izgubili 300 000 vojnika i velika novčana sredstva. To je utjecalo na slabljenje Napoleonova carstva.
Ipak, Francusko Carstvo ubrzo je doživjelo najveću ekspanziju. U novom ratu 1809. Napoleon je prinudio Austriju na mir u Schönbrunnu i oduzeo joj je dio teritorija. Na prostoru hrvatskih i slovenskih zemalja južno od Save osnovao je Ilirske pokrajine. Također je zavladao Nizozemskom i dijelom sjevernih njemačkih država.

### Bitka kod Austerlitza
Napoleonova bitka kod Austerlitza poznata je i pod nazivom "trocarska bitka" jer su se u njoj sukobili francuski car Napoleon, njemački car Franjo I i ruski car Aleksandar. Za manje od osam sati, otkako je Napoleon rukavicom dao znak za početak bitke, Austrijanci i Rusi bili su potučeni. Izgubili su 35 000 vojnika, 15 generala, 150 topova i 42 zastave. Napoleon je učvrstio svoju vlast u Europi.
Zaraćene vojske kretale su se prema Brnu u Češkoj. Napoleon je protivnicima postavio stupicu kod Austerlitza (današnji Slavkov kod Brna). Odglumio je da se povlači prema zapadu i sačekao je neprijateljsku vojsku na terenu koji je sam odabrao. Da se njegova vojska ne bi obeshrabrila, Napoleon je vojnicima objasnio plan bitke što inače nije bilo uobičajeno. "Dok neprijatelj bude marširao da opkoli moje desno krilo, izložit će mi svoju bočnu stranu". Bitka se odvijala prema Napoleonovu planu. Rusi i Austrijanci pokušali su mu presjeći put prema Beču i Napoleon je namjerno oslabio svoje desno krilo da ga tu napadnu.
Francuski se logor nalazio na sjevernoj strani uzvisine Santon, a južnije je uzvisina Zurlan s koje je prema jugu tekao potok Goldbach okružen zamrznutim baruštinama. Napoleon je Lannesov korpus razmjestio na lijevo krilo. Iza uzvisine Zurlan sakrio je Muratovu konjicu i grenadire. U podnožju Zurlana bio je 4. korpus. Kao pojačanje tek je trebao doći 1. korpus. Na Goldbachu se malo ljudi moralo oduprijeti nadmoćnom protivniku. Između Francuza s jedne strane, i Austrijanaca i Rusa s druge strane, bili su brežuljci Pratzena, uzvisine koja se proteže oko pet kilometara, visoke do 300 metara s blagim padinama. Napoleon ih je ostavio slobodne, kao "mamac" protivniku.
Rusku vojsku vodio je već ostarjeli general Kutuzov. Rusi i Austrijanci odlučili su s glavninom vojske napasti francusko desno krilo, upravo kako je Napoleon želio. Pri tome su morali podijeliti svoju vojsku da bi napali i druge francuske jedinice. Upravo je to bila glavna greška. Rusi i Austrijanci radi glavnog udara na francusko desno krilo oslabili su svoj centar gdje je Napoleon imao glavninu vojske.
Večer uoči bitke Napoleon je bio siguran u svoju pobjedu. Veselo je objedovao sa svojim časnicima i jeo svoje, kako se pričalo, omiljeno jelo – pečene krumpire i crveni luk. Malo se odmorio, a onda je još jednom provjerio položaje. Francuska trublja za ustajanje oglasila se u 4 sata 2. prosinca 1805., na prvu godišnjicu carske krunidbe. Bojno polje prekrivala je gusta magla. U 7 sati saveznici su napali Goldbach i polako napredovali. Vjerovali su da je bitka već odlučena. U međuvremenu se magla razrijedila, otkrivajući kolone ruske vojske koja se kretala prema jugu. Austrijsko-ruski centar je slabio. Oko 9 sati francuska se vojska poput klina zabila u protivnički centar i razdvojila im lijevo i desno krilo. U 9 sati i 30 minuta slabi je austrijsko-ruski centar bio u potpunom rasulu i Francuzi su im napali desno krilo. Rusi su bili potučeni. Izgubili su 500 grenadira i 200 članova plemičke viteške garde, osobne careve pratnje.
Istodobno je oko 8 sati pobjedu izvojevalo i francusko lijevo krilo. Oko 14 sati, kad su desno krilo i ruski centar bili slomljeni, Napoleon je naredio uništenje neprijateljskog lijevoga krila. Francuzi nisu htjeli imati zarobljenike i uslijedio je pokolj Rusa. Rusi su se pokušali spasiti bijegom prema jugu, prema zamrznutim baruštinama. Napoleon je naredio da velika baterija od dvadeset pet topova puca po ledu na baruštinama. Pod udarima topova led je pucao i oko 2 000 Rusa ugušilo se propavši u baruštinu. Nakon bitke iz baruština je izvučeno 38 topova i 130 konjskih trupala. U pet sati poslije podne trublje su označile završetak bitke. Dan kasnije njemački je car osobno došao Napoleonu s molbom za primirje, a potom je zaključen mir u Bratislavi (26. prosinca), bez prisustva Rusa. Austrija je izgubila Veneciju, Dalmaciju i Tirol.
Napoleon se vratio u Pariz sa 120 austrijskih i ruskih zastava. Od bronce zarobljenih topova izlijevan je stup Velike armije koji i danas ukrašava pariški trg Vendome. Najvišim časnicima Napoleon je podijelio dva milijuna zlatnih franaka, udovice su dobile trajnu mirovinu, a djeca poginulih mogla su svojim imenima dodati ime Napoleon.

### Pohod na Rusiju i slom
Sumnjajući da Rusija planira savez s Engleskom Napoleon je napao Rusiju s 600 000 vojnika. U lipnju 1812. Francuzi su ušli na ruski teritorij, no Rusi su se povlačili paleći sela. Naišli su na Ruse koji nisu htjeli pregovarati. Mnogobrojna francuska vojska često je bila bez hrane, počele su se širiti bolesti, a često su ugibali i konji. Do prve, i jedne od najkrvavijih bitaka toga doba, došlo je kod (Borodina). Napoleon je do te bitke već izgubio polovinu svoje vojske. Rusi su se odlučili povući i francuska je vojska ušla u (Moskvu). No, ruski su vojnici zapalili grad i Napoleon se morao povući. Nakon povlačenja iz Moskve glad, ruska zima i povremeni gerilski napadi ruske vojske uništili su francusku vojsku od koje je ostalo samo 5000 ljudi. Napoleon je otišao u Pariz i s novom se vojskom vratio na područje Saske.
Godine 1813. porazio je protivničke vojske kod Lützena, Budišina i Dresdena, ali je izgubio bitku kod Leipziga. Vratio se u Francusku, a jer su se njegovi maršali odbili boriti, pobjednička ga je koalicija prisilila da abdicira. Protivnici su ga 1814. prognali na otok Elbu koji mu je dan na upravu. Na vlast u Francuskoj postavljen je Luj XVIII. iz dinastije Burbon (brat Luja XVI. koji je za vrijeme Revolucije napustio Francusku). Napoleonova supruga Marija Lujza i sin Napoleon stavljeni su pod skrbništvo Marijina oca, austrijskoga cara Franje I. Napoleon nikada više nije vidio ni suprugu niti sina.

## Vladavina od 100 dana
Napoleon je iskoristio nezadovoljstvo vladavinom Luja XVIII. te se u ožujku 1815. vratio u Francusku. Trupe koje su poslane da ga zarobe, su mu se pridružile i tako je preuzeo vlast 20. ožujka 1815. (vladavina od 100 dana). Budući da su protivnici odbili sklapanje mira, odlučio ih je napasti. Do bitke je došlo kod Waterlooa u Belgiji 18. lipnja 1815. Pobjedu su izvojevale engleska vojska koju je vodio proslavljeni vojvoda od Wellingtona i pruska vojska pod vodstvom generala Blüchera. Nakon bitke Napoleon je pobjegao u Pariz. Budući da su mu političari uskratili popodršku, Napoleon je abdicirao i po drugi put pokušao prenijeti vlast na četverogodišnjeg sina Napoleona II. što je francuski parlament ovaj put i potvrdio. Potom je pobjegao u Rochefort i tamo se predao kapetanu britanskog bojnog broda HMS Bellerophon. Britanci su ga prognali na Svetu Helenu, otočić u južnom dijelu Atlantskog oceana.

## Napoleonova smrt
S Napoleonom je u progonstvo pošlo i dvadesetak njegovih najvjernijih ljudi (posluga i nekoliko generala). Vrijeme je provodio diktirajući memoare i igrajući bilijar. Maštao je o bijegu s otočića površine tek nešto veće od 100 km2. Umro je 5. svibnja 1821. od raka na želucu i pokopan je na Svetoj Heleni. Godine 1840. njegovi su ostaci preneseni u Pariz na zahtjev kralja Luja Filipa i pokopani su u Domu Invalida, gdje se i danas nalaze. 
Nekoliko ljudi iz pratnje sačuvalo je za uspomenu uvojke Napoleonove kose. Šezdesetih godina 20. stoljeća, švedski zubar Sten Forshufvud i još nekoliko znanstvenika su suvremenim metodama analizirali jedan od tih uvojaka. U kosi su otkrivene značajne količine otrova arsena. Posumnjalo se da su Britanci sustavno trovali Napoleona. Kasnije je došlo do spoznaja da je za Napoleonovu smrt kriv grof Montholon, njegov tadašnji "prijatelj". Smatralo se da je on s razlogom poslan na Svetu Helenu kako bi likvidirao Napoleona. U vino koje je Napoleon često pio vjerojatno je bio umiješan arsen. Pristup vinskim bačvama imao je i grof Montholon.  Daljnjim istraživanjem i analizama otkriveno je da je zelena boja kojom su u to vrijeme bojali zidove sadržavala arsen. Soba u kojoj je živio Napoleon bila je obojana takvom zelenom bojom. Postojao je još jedan moguć izvor arsena, bio je to otrov za miševe. Naime, kuća u kojoj je Napoleon boravio na Svetoj Heleni bila je puna miševa.
Jasno je da Napoleon nije preminuo od raka želudca, kao što se nekad mislilo. Sustavno je trovan i to vjerojatno od svojeg tadašnjeg prijatelja što je i Forshufvud kasnije zaključio. No, čvrsti dokazi ne postoje zato to i dalje ostaje misterija, barem službeno.

## Zanimljivosti
- U vrijeme Napoleonovih ratova i najmanje ranjavanje bilo je opasno po život. Zbog velike nehigijene prijetila je opasnost od inficiranja rana. Mnogi su ranjenici umrli zbog infekcija. Anestetika nije bilo, pa su ranjenicima davali rum ili rakiju kako bi im umanjili bolove. Ozbiljnije rane "liječile" su se amputacijom.

- Napoleon je naredio prišivanje gumbȃ na rukavima vojničkih odora kako bi odvikao vojnike od brisanja nosa rukavom.
- Napoleon se često preoblačio u siromaha kada bi god išao u šetnju ulicama Pariza pitajući narod za njihovo mišljenje o samome sebi na osnovu čega je mjerio svoju popularnost.
- Napoleon je patio od ailurofobije,odnosno straha od mačaka. Kad je Napoleon imao svega šest mjeseci dadilja ga je izvela u dvorište i ostavila ga samog u koljevci. Dok je Napoleon bio u koljevci na njega je skočila mačka što je ostavilo posljedice na francuskom vođi. Navodno je za njegovu fobiju znao vojvoda od Wellingtona. Navodno je u bitci kod Waterlooa Wellington postavio ispred vojske sedamdeset mačaka što je uplašilo Napoleona i navelo ga da povuče vojsku.
- Napoleon je želio da se njegovi posmrtni ostatci pokopaju na obali rijeke Seine. Budući da nitko nije ispunio njegov zahtjev njegovo tijelo danas leži u Palači invalida u Parizu gdje su pokopani mnogi francuski vođe.

### Prezime Bonaparte
Napoleonovi preci živjeli su na području Italije. Jedan predak je u 13. stoljeću uzeo prezime Buonaparte. Time je želio pokazati da se u sukobu između njemačkog cara i pape svrstao na pravu stranu (buona parte) uz gibeline i cara, a protiv guelfa i pape.
U 16. stoljeću Francesco Buonaparte došao je živjeti na Korziku, tada koloniju Genove.

### Kokoš à la Marengo
Nakon bitke za Marengo u Italiji Napoleon je ogladnio i tražio da mu spreme večeru. Budući da su kola s kuhinjom zaostala za vojskom, kuhar je na brzinu pronašao jednu kokoš, nekoliko potočnih rakova i dva jaja. Kokoš je ispekao na maslinovu ulju, dodao ostale sastojke i sve prelio konjakom iz Napoleonove čuturice. Jelo je nazvao Kokoš à la Marengo. Priča se da je Napoleon toliko uživao u jelu da je tražio da mu ga spremaju nakon svake bitke.

### Hrvatske trupe u Napoleonovoj vojsci
Hrvatske trupe u Napoleonovoj vojsci poznate su široj svjetskoj javnosti po jednom detalju svoje uniforme - danas nezaobilaznoj kravati. Tradicionalna odora s vezanim, oslikanim, maramama oko vrata pobuđivala je pažnju francuskog dvora. Marame su bile napravljene od različitih materijala, od grubih, koje su nosili obični vojnici, do svilenih i onih od finog pamuka koje su nosili časnici. Taj "hrvatski elegantni stil", potpuno nepoznat u tadašnjoj Europi, oko 1650. godine biva prihvaćen na francuskom dvoru i postaje modni odjevni predmet među buržoazijom tog vremena kao simbol kulture i elegancije. Osim ljepote, te su marame bile i u mnogome praktičnije nego do tada nošeni kruti čipkasti okovratnici francuskih vojnika i časnika.
Hrvatske trupe koje su sudjelovale u Napoleonovom pohodu na Rusiju od kojih se spominju 1. i 3. pukovnija imale su zadatak štititi Napoleonov uzmak preko Berezine. Nakon čega je ostalo zabilježeno da se Napoleon zahvalio krajišnicima: "Hrvati, jučer sam se osobno uvjerio u vašu hrabrost. Stekli ste slavu i neumrlu čast!". 
Tijekom povlačenja iz Rusije obje su pukovnije izgubile dvije trećine vojnika.
Marmont u svojim memoarima piše da je Napoleon za Hrvate ustvrdio: "Ja nisam nikada imao hrabrijih i boljih vojnika." i "Hrvati to su najbolji vojnici svijeta. Kad bih imao samo 100.000 Hrvata, osvojio bih čitav svijet."
U najvećem francuskom vojnom muzeju Les Invalides nalazi se spomen-ploča kojom Napoleon zahvaljuje hrvatskim vojnicima za njihove zasluge u bitci kod Berezine 1812. godine. U prijevodu tekst ide ovako: 
»U znak sjećanja na hrvatske regimente koje su pod francuskom zastavom podijelile slavu francuske vojske.«
Ova ploča, samo je mali podsjetnik na činjenicu da su hrvatska vojna hrabrost i slava poznati širom svijeta.

### Napoleonov kompleks
Vrstu kompleksa niže vrijednosti od kojeg pate niski ljudi, psiholog Alfred Adler nazvao je Napoleonov kompleks. No, Napoleon bio natprosječno visok (168 cm) za svoje doba (prosječna visina Francuza u 18. st. bila je 160 cm), a mit o njegovom niskom uzrastu pripisuje se razlici između engleskog (2,54 cm) i francuskog (2,71 cm) mjernog palca, te često pojavljivanje u društvu svoje tjelesne straže koja se sastojala od natprosječno visokih vojnika.

### Sve Napoleonove žene
Nakon što je dvije godine bio zaručen s Desiree Clary, mladi vladar pun ambicija dvaput se ženio, ali je imao i niz ljubavnica. Osim prve ljubavnice Pauline Bellisle Foures, glumice gospođice Georges i poljske plemkinje Marije Walewske, Napoleon je bio i s Louiseom Catherineom Eleonoreom Danulleom de la Plaigne, Francoise-Marie Le Roy, Victorijom Kraus i groficom Albine Helene de Vassal de Montholon koja mu je bila posljednja.

## Poveznice
- Popis francuskih vladara